# Aerzen
Aerzen – miasto (niem. Flecken) i jednocześnie gmina samodzielna (niem. Einheitsgemeinde) w Niemczech, w kraju związkowym Dolna Saksonia, w powiecie Hameln-Pyrmont. Hessisch Oldendorf leży nad rzeką Wezerą.